# 1291
1291. је била проста година.

## Догађаји
- 18. мај — Падом Акре је окончано присуство крсташа у Светој земљи.
- Опсада Браничева (1291) Стефан Драгутин нови владар Браничева.
- Сукоб Србије и Видина (1291) Српски краљ Стефан Милутин осваја град Видин. Сукоб се завршава мировним уговором између ктаља Милутина и Шишмана Видинског.

### Јун
- 1. август — Три кантона Ури, Унтервалден и Швиц су су склопили савез за одбрану од Хабзбурговаца, што је био основ за оснивање Швајцарске (Заклетва на ливади Ритли).

### Август
- 1. август — Заклетва на ливади Ритли или Федерална повеља из 1291. или Савез три шумска кантона. Настанак Швајцарске Конфедерације. Савез је склопљен између три кантона: Ури, Швиц, Унтервалден, ова три кантона данас чине Централну Швајцарску.

## Смрти
- 15. јул —Рудолф I Хабзбург, краљ Немачке (*1218)